# Clairfontaine
Clairfontaine település Franciaországban, Aisne megyében. Lakosainak száma 522 fő (2022. január 1.). Clairfontaine La Capelle, La Flamengrie, Luzoir, Mondrepuis, Rocquigny, Sommeron, Wimy, Fourmies és Wignehies községekkel határos.

## Népesség
A település népességének változása:
| Lakosok száma | 597  | 556  | 514  | 528  | 558  | 564  | 552  | 535  | 530  | 522  |
|               | 1968 | 1982 | 1990 | 2006 | 2013 | 2015 | 2017 | 2019 | 2020 | 2022 |